# Distretto urbano di Dodoma
Il distretto urbano di Dodoma si trova in Tanzania ed è uno dei distretti in cui è amministrativamente suddivisa la regione di Dodoma.

## Geografia antropica

### Suddivisioni amministrative
Il distretto è suddiviso amministrativamente in 42 circoscrizioni (wards) fra parentesi gli abitanti (censimento 2022):
1. Chahwa (6 165)
2. Chamwino (21 407)
3. Chang'ombe (39 324)
4. Chigongwe (8 933)
5. Chihanga (13 605)
6. Dodoma Makulu (44 013)
7. Hazina (10 419)
8. Hombolo (22 457)
9. Hombolo Bwawani (20 033)
10. Hombolo Makulu (10 857)
11. Ihumwa (24 112)
12. Ipagala (49 289)
13. Ipala (7 663)
14. Iyumbu (7 740)
15. Kikombo (11 269)
16. Kikuyu Kaskazini (17 376)
17. Kikuyu Kusini (11 126)
18. Kilimani (9 562)
19. Kiwanja cha Ndege (10 333)
20. Kizota (30 632)
21. Madukani (2 066)
22. Majengo (4 817)
23. Makole (10 571)
24. Makutupora (19 966)
25. Matumbulu (11 169)
26. Mbabala (16 929)
27. Mbalawala (11 370)
28. Miyuji (36 588)
29. Mkonze (41 256)
30. Mnadani (44 311)
31. Mpunguzi (13 491)
32. Msalato (12 905)
33. Mtumba (14 673)
34. Nala (11 715)
35. Ng'hong'honha (19 173)
36. Nkuhungu (49 327)
37. Ntyuka (13 543)
38. Nzuguni (50 454)
39. Tambukareli (10 756)
40. Uhuru (1 739)
41. Viwandani (4 448)
42. Zuzu (10 054)